# Oostpolder te Noordlaren
De Oostpolder te Noordlaren, in het oostelijk deel vroeger Noordlaardermade genoemd, is een veenweidegebied, polder en voormalig waterschap in het dorpsgebied van Noordlaren in de gemeente Groningen in de Nederlandse provincie Groningen. Waterstaatkundig gezien ligt het gebied tegenwoordig binnen dat van het waterschap Hunze en Aa's.
Samen met de Onnerpolder ten noordwesten ervan vormt de Oostpolder tegenwoordig een natuurgebied van stichting Het Groninger Landschap. Het gebied vormt onderdeel van Natura 2000 en daarmee ook van de ecologische hoofdstructuur van Nederland. Sinds 2005 is het tevens aangewezen als waterbergingsgebied. In het gebied staat sinds 2002 een uitkijktoren.

## Geografie

### Omvang
De Oostpolder was de meest oostelijke polder van de voormalige gemeente Haren. De polder ligt in het beekdal van de vroegere Hunze, die aan noordzijde gekanaliseerd is tot het Drentsche Diep. De polder heeft een oppervlakte van 521 hectare en ligt tussen de Hondsrug en het Zuidlaardermeer. Het Zuidlaardermeer vormt overigens eveneens onderdeel van het beekdal van de vroegere Hunze. Het noordoostelijke deel van de polder wordt de Oeverpolder genoemd. In het zuidwestelijke deel van de Oostpolder ligt de polder Koebroek, die ten tijde van het waterschap een eigen bemaling (onderbemaling) had door middel van een molentje.
De Oostpolder wordt aan noordwestzijde begrensd door de Waterdijk, aan oostzijde door het Drentsche Diep en de kade langs het meer, aan zuidwestzijde door de Meester Koolweg (langs de Noordlaardervaart) en aan westzijde door de Lageweg. De grens met het meer telt een tweetal uitstulpingen. De zuidelijke scherpe uitstulping ten noordoosten van de Noordlaardervaart wordt 'de Tip' genoemd. Aan noordzijde van het meer, iets ten zuiden van de monding van het Drentsche Diep, ligt nog een flauwe uitstulping die de 'Luizebult' wordt genoemd.
Aan de overkant van de Lageweg lag tussen de Kampsteeg en de Vogelzangsteeg een gebiedje, dat deel uitmaakte van het dal van de Besloten Venen en dat bij het vroegere waterschap Oostpolder te Noordlaren hoorde, maar niet bij de huidige polder. Aan zuidoostzijde van het gebied (richting Meerlust) ligt de polder De Vries. Aan noordwestzijde ligt de Onnerpolder, die in het zuidwesten de polder Koelanden wordt genoemd.

### Bodem
De ondergrond van de Oostpolder bestaat uit een laag laagveen (zegge- en rietveen), die in dikte toeneemt in de richting van het Zuidlaardermeer. Langs de oevers van het Zuidlaardermeer bevinden zich nog stroken niet afgegraven veen (de oeverlanden), die plaatselijk tot meer dan 1,5 meter dik zijn en begroeid zijn met riet. Door bemaling is het veenpakket in de Oostpolder gaan inklinken en oxideren, waardoor het maaiveld is gedaald tot onder het maaiveld van de nooit ontwaterde oeverlanden. Boven op het veenpakket ligt een dunne laag klei die tijdens de vele overstromingen van de Hunze werd afgezet.
Door het noordwestelijke deel van het gebied loopt de Osdijk, aan weerszijden waarvan zich parallel aan de Hondsrug over een lengte van enkele honderden meters een aantal trekgaten (ook wel minder correct petgaten genoemd) en legakkers bevinden die ontstonden door kleinschalige verveningen vanaf de middeleeuwen. De trekgaten worden gevoed door regenwater en kwel vanaf de Hondsrug. Door de venige ondergrond is het water erg voedselarm en zuur en heeft het een zwarte kleur. Tegenwoordig zijn de legakkers deels begroeid met elzenbroekbos, wilgenbroekstruweel, rietkragen en zeggenmoerassen. Deze begroeiing herbergt ook een aantal zeldzame plant- en diersoorten. De gele plomp en de waterlelie zijn de meest opvallende plantensoorten in de trekgaten.

## Vogels
De Oostpolder is door stichting Het Groninger Landschap ingericht voor water-, moeras- en weidevogels. Ter bevordering van weidevogelsoorten als de grutto en de tureluur worden veel van de vochtige open graslanden in de polder afwisselend beweid en gehooid. Om de vogels extra kansen te geven worden de percelen pas na het broedseizoen (eind juni) gemaaid.
In de polder en de trekgaten broeden onder andere buizerd, gele kwikstaart, grutto, havik, koekoek, krakeend, paapje, rietzanger, slobeend, tureluur, waterral, watersnip, zomer- en wintertaling. Trekvogels en wintergasten zijn onder andere bruine- en blauwe kiekendief, dodaars, goudplevier, grote zaagbek, grauwe gans, kemphaan, kleine zwaan, knobbelzwaan, kolgans, nonnetje, slechtvalk, smient, velduil en visarend. In de winter komen in de trekgaten ook ijsvogels voor.

## Geschiedenis

### Een nat hooilandgebied
Het gebied van de huidige Oostpolder vormde vroeger onderdeel van het beekdalsysteem van de Hunze, waarvan nog verschillende voormalige meanders zichtbaar zijn op luchtfoto's en hoogtekaarten van het gebied. Waarschijnlijk heeft de Drentsche Aa via de Besloten Venen vroeger in verbinding gestaan met de Hunze. Het Zuidlaardermeer is waarschijnlijk in de middeleeuwen ontstaan in het beekdal van de Hunze. Vroeger lag het Zuidlaardermeer verder naar het noordwesten en een bron uit die tijd spreekt dan ook van het 'Northlare mare' (Noordlaardermeer). Het wordt voor mogelijk gehouden dat graafactiviteiten door monniken in de 13e eeuw hebben bijgedragen aan het ontstaan van het Zuidlaardermeer.
De boeren van de marke van Noordlaren gebruikten het gebied als hooilanden (naweide) of made. Na het hooien werd het vee er geweid. In de winter stonden deze groengronden door overstromingen onder water en ook als het hard regende liep de polder onder doordat de Hunze en het Zuidlaardermeer buiten hun oevers traden. Doordat grote delen van de polder lang nat bleven kon er meestal pas laat in de zomer gehooid worden. Tot ver in de 19e eeuw stond het gebied bovendien onder invloed van eb en vloed. Pas na de afdamming van het Reitdiep bij Zoutkamp in 1877 verdween dit. Er werden in de eeuwen ervoor wel pogingen gedaan om het gebied droger te houden. Zo werd in 1637 een overeenkomst gesloten om een dijk aan te leggen tussen Onnen en Noordlaren. Mogelijk was dit de Waterdijk, die de grens vormt tussen beide vroegere dorpsgebieden. Eind 18e eeuw begon men met de bemaling van het gebied.
In de polder lag vroeger aan noordzijde van de Osdijk achter de boerderij Lageweg 2 een eendenkooi, waar ook een weg naartoe liep in het verlengde van de Vogelzangsteeg. De eendenkooi komt voor het laatst voor op de kaart van 1854 en zal daarna zijn verdwenen.
In 1846 werd de Noordlaardervaart gegraven, waardoor het gebied een nieuwe zuidgrens kreeg. Langs de noordgrens van deze vaart werd toen de Hooidijk gelegd, die tegenwoordig de naam Meester Koolweg draagt.

### Bemaling

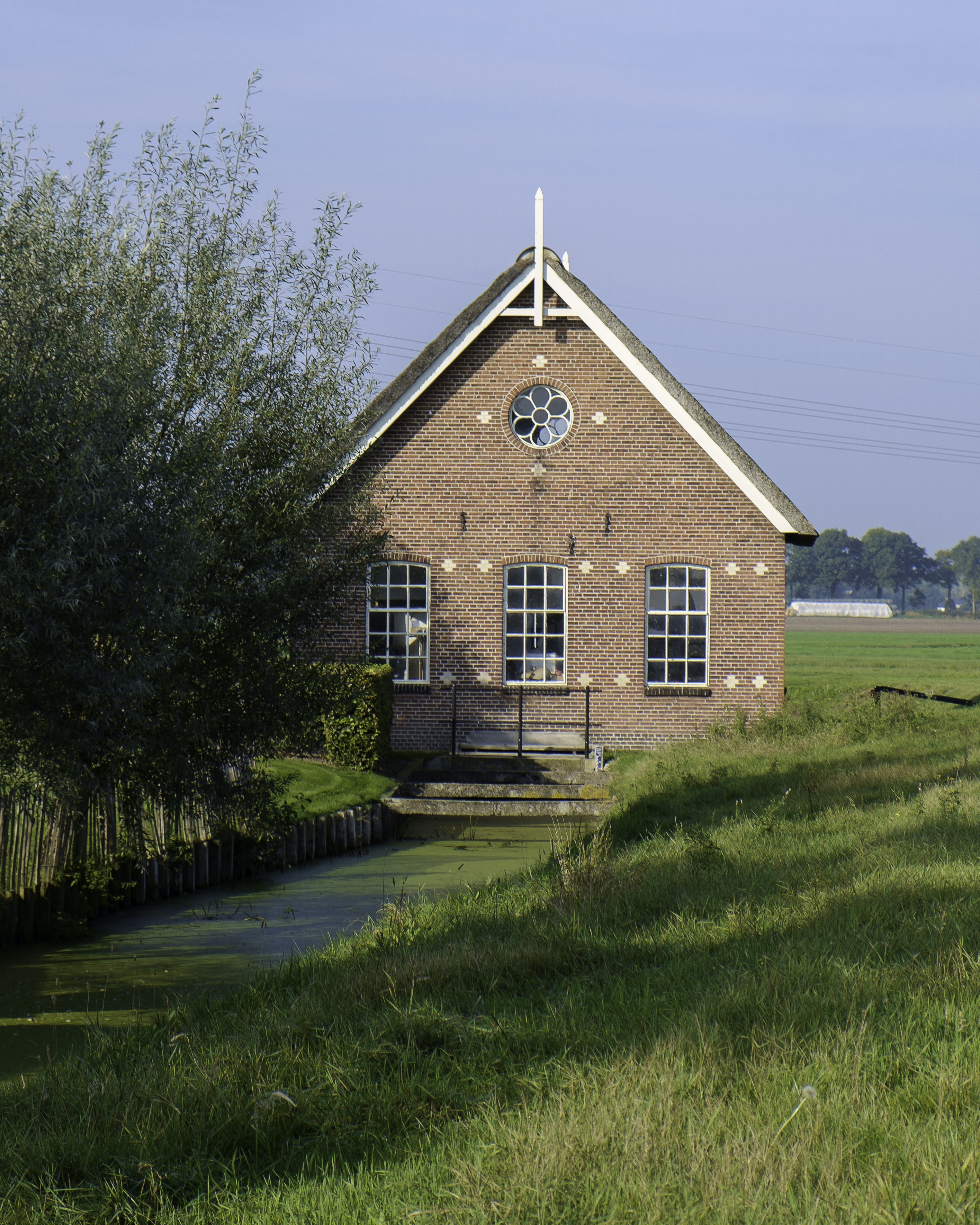
Het gemaal van de Oostpolder uit 1915

Vanaf het einde van de 18e eeuw werden verschillende poldermolens gebouwd om het gebied beter te ontwateren en zo de hooilanden en weilanden beter te kunnen gebruiken. Waarschijnlijk in 1769 werd de eerste spinnenkop gebouwd met een gevlucht van 15 meter. Deze molen, die stond 'tusschen het Koebroek en het meer op buurgrond' sloeg uit op de Noordlaardervaart en vormde feitelijk het begin van de Oostpolder, die in 1856 een oppervlak had van 250,5 hectare. In 1862 werd het waterschap Noordpolder te Noordlaren opgericht om de ontwatering verder te verbeteren. De polder werd toen sterk vergroot. De oude molen werd dat jaar afgebroken, waarna er op dezelfde plek een met riet gedekte grondzeiler met een gevlucht van ruim 20 meter verrees. In 1895 werd onderhoud gepleegd aan deze molen, waarbij een roede werd vervangen en op een roede zelfzwichting werd aangebracht. Zelfzwichting op de andere roede vond men destijds te duur.
Iets eerder, in 1850, werd aan de Hooiweg (de latere Meester Koolweg) ten zuidoosten van deze molen door J. Marrink nog een poldermolen (waarschijnlijk een spinnenkop; een zetelkruier) gebouwd voor de onderbemaling van de lager gelegen landen in de polder Koebroek. Het betrof een klein gebied van nog geen 5,5 hectare. Ergens vóór 1886 werd deze molen naar het noorden verplaatst. Ten slotte was er nog een molen (mogelijk een spinnenkop) aan noordzijde van de monding van de Noordlaardervaart die de buitenpolder bemaalde tussen ongeveer 1898 en 1906, waarna een Amerikaanse windmotor het werk overnam. In de in 1891 opgerichte Oeverpolder ten noorden van de Oostpolder stond verder nog een spinnenkop aan het Drentsche Diep.
Overigens werden deze molens alleen in het groeiseizoen ingezet. In de winter werd het lage deel van de polder onder water gezet waartoe twee pompen (duikers) door de kade waren aangebracht. Naast al deze molens stond er tussen 1928 en 1937 ook nog een kleine tjasker ten noorden van de Osdijk die gebruikt werd voor de bemaling van enkele uitgeveende stukken ten noorden van de Osdijk. In de winter werd deze tjasker gebruikt werd om water op te malen voor de ijsbaan achter het café van herbergier Kloots tegenover de ingang naar de Vogelzangsteeg. Deze werd verwijderd nadat men overging op elektrische bemaling.
Na een lange periode waarin het water door te weinig wind onvoldoende kon worden weggepompt werd tussen 1913 en 1915 door aannemer D.H. Landeweer een stoomgemaal gebouwd naast de poldermolen van de Oostpolder uit 1862 voor hulpbemaling bij windstilte. Hierdoor kon de waterbeheersing voor het eerst volledig worden geregeld en kon de polder beter geschikt worden gemaakt als weidegrond. Daarop werden een aantal molens afgebroken omdat ze overbodig waren geraakt door het gemaal. Rond 1916 verdween de poldermolen van de Oeverpolder. Rond 1926 werd de poldermolen voor onderbemaling van de polder Koebroek vervangen door een Amerikaanse windmotor.
In 1939 werd het stoomgemaal vervangen door een elektrisch gemaal dat de resterende molens overbodig maakte. De poldermolen uit 1862 werd daarop stilgezet en er werden plannen gemaakt om deze af te breken. Vanwege de Tweede Wereldoorlog werden deze plannen in 1942 uitgesteld. In 1943 werd de Oeverpolder, die nu ook bemaald werd door het gemaal, bij de Oostpolder gevoegd. Na de oorlog volgde een slepende discussie tussen het waterschapsbestuur en de gemeente over de sloop van de enige nog resterende poldermolen uit 1862. In 1951 werd uiteindelijk een sloopvergunning afgegeven, maar na interventie door het Nederlands Openluchtmuseum werd de molen in 1953 daarnaartoe verplaatst en daar in de jaren tot 1960 heropgebouwd. Vermoedelijk in de jaren 1950 werden de beide resterende windmotors in de polder Koebroek en de buitenpolder gesloopt.
In 1989 gingen het waterschap Oostpolder en omringende waterschappen op in het nieuwe boezemwaterschap Gorecht, dat in 1995 weer opging in het waterschap Hunze en Aa en in 2000 in het huidige waterschap Hunze en Aa's. Het elektrische gemaal in de Oostpolder kreeg in 1995 een nieuwe bemalingsinstallatie, maar de hoofdbemaling werd toen overgenomen door een nieuw gemaal in de Onnerpolder. Het gemaal werkt op basis van een centrifugaalpomp en een kolk. Vanwege de ambachtelijk-traditionele stijl waarin het gebouw is opgetrokken, is het aangewezen als rijksmonument.

### Ruilverkaveling

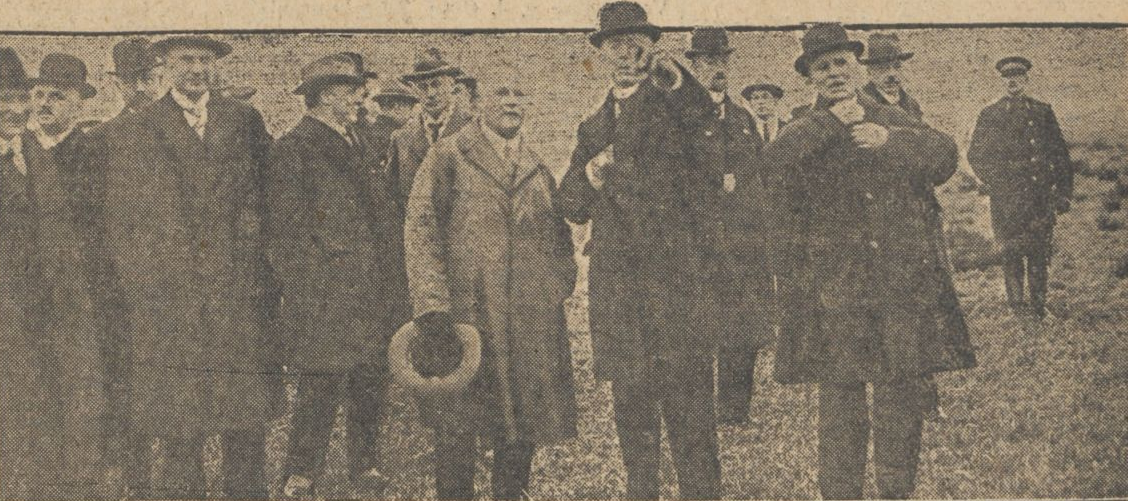
Wethouder Hoenderken van de gemeente Haren geeft minister Kan inlichtingen over de voortgang van de ruilverkaveling van de Noordlaardermade (december 1927).

In 1848 werden de markegronden verdeeld, waardoor het gebied in handen van een groot aantal eigenaren kwam. Dit werkte op den duur erg inefficiënt en nadat men in 1915 door de bouw van het gemaal de waterbeheersing onder controle had gekregen werden er plannen gemaakt om een ruilverkaveling uit te voeren in de Noordlaardermade: het oosten van de Oostpolder. Deze poging liep echter stuk in 1919 omdat een van de eigenaren niet wilde meewerken. Dit had tot gevolg dat op 31 december 1924 de Wet op de Ruilverkaveling zodanig werd aangepast, dat een verkaveling ook zou doorgaan als een klein aantal eigenaren tegen zou zijn.
Tussen 1926 en 1929 werd de Noordlaardermade vervolgens alsnog ruilverkaveld. Verdeeld over 166 hectare en 82 eigenaren werden 408 percelen samengevoegd tot 92 nieuwe percelen. Het project werd in december 1927 bezocht door minister Kan. De aanleg van wegen en sloten in het ruilverkavelingsblok werd gerealiseerd door de inzet van werklozen in het kader van de werkverschaffing. Het Rijk betaalde daarom 40% van het werkloon. 40 arbeiders uit Scheemda werden er tewerkgesteld. In 1928 gingen zij echter in staking omdat hun reiskosten niet meer vergoed werden. Vervolgens werd het werk voortgezet door de Nederlandse Heidemaatschappij met werklui uit Anloo. Een belangrijke initiatiefnemer van de ruilverkaveling was de Noordlaarder schoolmeester Kool. Naar hem is de Meester Koolweg ten zuidwesten van het gebied vernoemd.

### Plannen in de jaren 1930
In de jaren 1930 waren er meerdere plannen voor het gebied. Rond 1935 maakte architect Job Hansen van De Ploeg onder de naam 'de drijvende tuinen' een ontwerp voor een complex van vakantiehuisjes rond de Osdijk. In 1939 werden plannen gemaakt voor de aanleg van een woonwagenkamp aan de Osdijk. Beide projecten kwamen niet van de grond, waarbij bij het tweede project de Tweede Wereldoorlog waarschijnlijk een belangrijke rol speelde.

### Palingvisserij
Aan de monding van het Drentsche Diep bevindt zich de palingvisserij en -rokerij van de familie Vos, die alleen te bereiken is over een grindweg over de Osdijk en middels een fietspontje over het Drentsche Diep, dat echter alleen in de zomermaanden in gebruik is. Rond 1900 begon deze visserij door de eerste generatie Vos, die werkte vanaf een woonboot. Deze zeer afgelegen plek werd gekozen omdat het een strategische plek is waar de palingen langstrekken en dus om tijdens het seizoen (april tot oktober) fuiken uit te zetten. Er werd in de beginperiode ook gevist op brasem, snoek, voorn en zeelt. Tijdens de Tweede Wereldoorlog werden een van de woonboten van de familie Vos gebruikt voor onderduikers. Een andere woonboot werd tijdens de oorlog getroffen door een gedropte bom van een Engels vliegtuig. Na de oorlog werd in de jaren 1950 het schub(vis)recht voor witvis verkocht aan de sportvisserij en sindsdien wordt er enkel nog op paling gevist. Als bijvangst worden echter sinds ongeveer de jaren 1940 ook vaak wolhandkrabben gevangen, die worden doorverkocht aan Chinese restaurants. Het vangstgebied werd later uitgebreid met het Foxholstermeer, het Winschoterdiep, Noord-Willemskanaal, Drentsche Aa en alle wateren van de stad Groningen. In de jaren 1980 werd ook een restaurantje geopend bij de palingrokerij. Om meer paling te vangen worden er glasalen uitgezet, die later weer als grote palingen worden gevangen. De laatste decennia neemt het aantal palingen af. Ook zijn er begin 21e eeuw vangstbeperkingen ingesteld in verband met de overbevissing van de paling, waardoor er een aantal maanden per jaar niet meer mag worden gevist. Daarnaast is er een grote concurrentie vanuit het buitenland. De palingvisserij wordt daarom tegenwoordig aangevuld met andere verdiensten. De kans is groot dat de huidige generatie palingvissers de laatste zal zijn.

### Omvorming tot natuurgebied
Vanaf de jaren 1960 kreeg stichting het Groninger Landschap langzamerhand steeds meer invloed in de polder. In 1962 verkreeg de stichting door een schenking een monumentale Drentse boerderij in de kom van In 1970 werd dit bezit door een legaat uitgebreid met 42 hectare op de Noordlaarderes en in de polders bij het Zuidlaardermeer. In reactie op de teruggang van de weidevogels vormde dit bezit vanaf eind jaren 1970 de basis voor de aankoop van meer land rondom. Doordat de overheid voor het eerst subsidies beschikbaar stelde voor de aankoop van grond voor weidevogelbeheer kon Groninger Landschap stukken grasland aankopen in de Onnerpolder en in de Oostpolder bij Noordlaren, waardoor het totale bezit werd uitgebreid tot 200 hectare.
Nadat de eerste plannen hiertoe in de jaren 1960 waren gemaakt kwamen Gedeputeerde Staten van Groningen en de Minister van Volkhuisvesting en Ruimtelijke Ordening in 1982 overeen dat er ongeveer 785 hectare in de omgeving van het Zuidlaardermeer en Drentse Diep en ongeveer 400 hectare in het stroomdal van de Drentse Aa zou worden aangewezen tot reservaatsgebied (relatienotagebied). De boeren in het gebied kwamen daarop in opstand, daar dit voor hen het einde van hun bedrijf zou betekenen. Na veel discussie werd in 1984 uiteindelijk een overeenkomst bereikt waarin het aantal hectare natuurgebied werd teruggebracht tot 255 hectare in de Oostpolder en Koelanden (in de Onnerpolder), verdeeld over 3 reservaatgebieden. De gronden werden aangekocht door het Bureau Beheer Landbouwgronden (onderdeel DLG), die het vervolgens weer doorverkocht aan de stichting Het Groninger Landschap. Het aantal landbouwers in het gebied liep in die tijd terug als gevolg van de superheffing die moest worden betaald over de overschrijding van het melkquotum. Hierdoor werd de aankoop van gronden vergemakkelijkt. In de decennia erna wist het Groninger Landschap steeds meer hectares aan te kopen van boeren in de Oostpolder en Onnerpolder, waardoor het areaal natuurgebied steeds verder toenam. Zo kocht de stichting in 2002 nog 4,5 hectare aan rond de kort daarvoor geplaatste vogelkijkhut ten noorden van de Noordlaardervaart om zo een meer aaneengesloten gebied te verkrijgen.

### Waterberging

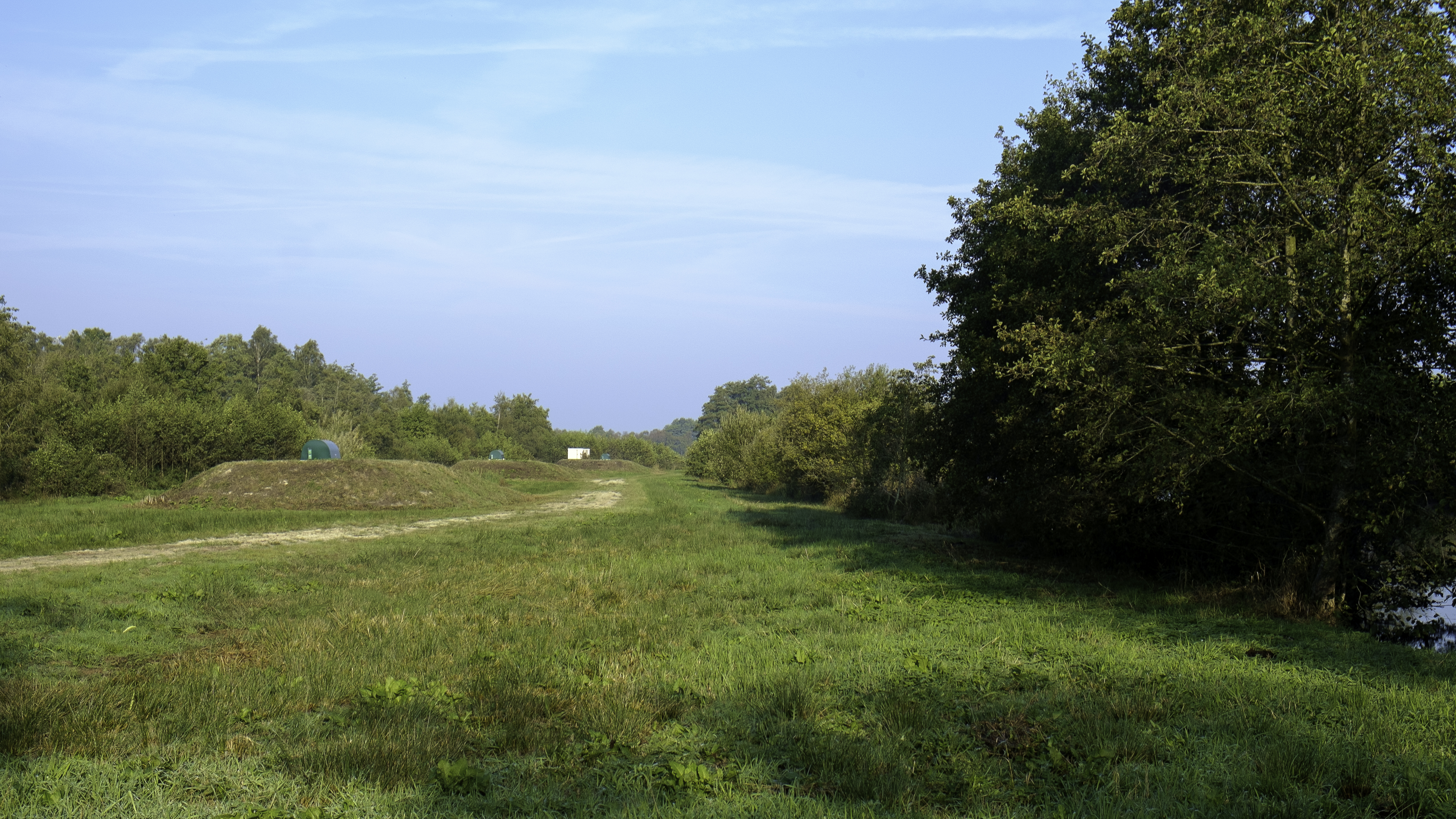
Verhoogde waterwinputten in de Oostpolder

In 1998 werd de polder met omringende polders in het Hunzegebied onder water gezet tijdens de wateroverlast in de herfst van dat jaar om te voorkomen dat buitenwijken van Groningen en Hoogezand. In 2005, werd door het waterschap Hunze en Aa's en de provincie Groningen besloten om de Oostpolder en Onnerpolder aan te wijzen als waterbergingsgebied. Daartoe werden in de jaren erna meerdere dijken aangelegd en werd een nieuw gemaal gebouwd in de Onnerpolder. Het Waterbedrijf Groningen moest de waterputten in de polder omringen door heuvels om ze bij overstromingen droog te kunnen houden. Omdat veel boeren tegen de aanwijzing als waterberging waren werden een aantal van hun kavels uitgezonderd van het waterbergingsgebied. De aanwijzing tot waterberging vormde onderdeel van een veel grotere ruilverkaveling, die in 2012 werd afgerond. De Onner- en Oostpolder werden daarbij voor een groot deel omgevormd tot natuurgebied. De inrichting van de beide polders tot natuurgebied duurde echter nog tot 2014. De polders werden voor de waterberging omgevormd tot zomerpolders, zodat ze 's winters weer (deels) onder water gezet kunnen worden. Hierdoor is de polder veranderd van een gebied dat gevoed wordt door kwel vanaf de Hondsrug naar een gebied waar infiltratie plaatsvindt. Het gebied is door de maatregelen aantrekkelijker geworden voor water- en weidevogels.